# Muhlenbergia inaequalis
Muhlenbergia inaequalis är en gräsart som beskrevs av Thomas Robert Soderstrom. Muhlenbergia inaequalis ingår i släktet muhlygräs, och familjen gräs. Inga underarter finns listade i Catalogue of Life.